# Туринская впадина
Тури́нская впа́дина (Тура́-Бальзи́нская впа́дина, Бальзи́нская впа́дина) — впадина на территории Забайкальского края России.

## Расположение
Туринская впадина занимает часть долин рек Иля и Тура, а также котловину озера Бальзинское. С северо-запада ограничена склонами Даурского хребта, с юго-востока — Могойтуйского. Впадина начинается в 5 км к югу от села Красноярово и протягивается на 25 км на север-северо-восток, до окрестностей села Каланга. Максимальная ширина достигает 10 км (в центральной части).

## Геология
Туринская впадина заполнена осадочными формациями нижнемелового возраста (с проявлением бурых углей), которые сверху перекрываются кайнозойскими континентальными отложениями сравнительно небольшой мощности. Заложение впадины относится к мезозою, дальнейшее формирование шло в неоген-четвертичное время.
В наиболее приподнятом участке днище впадины имеет абсолютные отметки 825 м, к северу и к югу они понижаются до 805 м (и менее). Основные типы ландшафта — луговые равнины и лесостепи, переходящие вверх по склонам в горную тайгу.